# Diablos Locos
Diablos Locos es un grupo musical mexicano formado en 1995, dedicado especialmente a los géneros musicales de salsa y cumbia.

## Biografía
En el año 1995 en México nació esta agrupación como una propuesta para interpretar música tropical. Inicialmente, se destacó el acordeón como instrumento para producir los sonidos característicos de este género musical. Esto comenzó como un sueño de José Luis Moctezuma, reuniendo músicos para formar una agrupación que dieran vida a este proyecto. Graban su primer disco ese mismo año y logran colocarlo en la mejor disquera del país, ya que el material fue bien recibido.
Diablos Locos es de los pocos grupos de su país que ha conseguido colocar su música en países como Estados Unidos, Paraguay, Argentina, Guatemala, El Salvador, Honduras y Costa Rica, teniendo en este último gran aceptación. Dentro del país han tocado en los más importantes foros como: El Auditorio Nacional, Estadio Azteca, Parque Fundidora de Monterrey por mencionar algunos, además de compartir créditos con los grupos más renombrados.[cita requerida]
Con el paso del tiempo DIABLOS LOCOS ha cambiado su alineación de integrantes, con el simple propósito de siempre mantener una imagen fresca, para entregar un espectáculo con la calidad que el público demanda y merece.

(Ir arriba)

Actualmente Diablos Locos se encontraban de gira por Estados Unidos desde el 31 de julio hasta el 1 de septiembre de 2015.

## Discografía
Su historia discográfica consta de:

### Canto negro 1994
De este se desprenden dos sencillos: “Canto negro” y “Cumbia sobre el mar (Martha la reina)”, que los dan a conocer rápidamente y con lo que logran ganarse el corazón de la gente bailadora.

Tracks:
1. Cumbia pa' gozar
2. Cumbia hasta amanecer
3. Canto negro
4. Cuando la cumbia sale de ronda
5. Cumbia sobre el mar
6. Como les quedó
7. Tarde playera
8. Amor y mar
9. Tany
10. Cumbia soledera

### Disco fiesta bailando con los Diablos Locos 1995
Este material es una recopilación de éxitos del año al estilo del grupo, logrando colocarlo entre los consentidos del público de países como Honduras, Guatemala y sobre todo Costa Rica, en donde se hizo acreedor a 5 discos de oro por este álbum.

Tracks:
1. Popurrí Eva María
2. Popurrí Mi razón de ser
3. Popurrí El gran varón
4. Popurrí Canto negro

### Te soy ajeno 1996
Se desprende como primer sencillo “Lamento de amor”, tema que logró colocarse en los primeros lugares de las listas de popularidad. Como segundo sencillo se lanza “Te soy ajeno” seguido del tema “Me enamoré”, el cual abrió las puertas de los Estados Unidos y colocó el disco en los primeros lugares de popularidad.

Tracks:
1. Lamento de amor
2. Santa Cecilia
3. Amor amor
4. La última rosa
5. No son palabritas
6. Tambores y sabor
7. La mujer que quieres
8. Celos de tu amigo
9. Me enamoré
10. Te soy ajeno

### Disco fiesta Vol II
Este disco fue realizado para consentir a quienes brindaron una gran aceptación y un cálido recibimiento: al público centroamericano.

Tracks:
1. Popurrí Cumbia
2. Popurrí Norteño
3. Popurrí Cumbia
4. Popurrí Banda

### Con todo
De este se desprendió el tema “Amigo locutor”, el cual se toma como eslogan para los locutores de la mayoría de las emisoras tropicales del país. “Sólo quiéreme” hace alarde de su calidad musical incursionando en otros estilos como la bachata. Colocan dos temas más: “Divino amor” y “María Isabel”.

Tracks:
1. Amigo locutor
2. Bailando
3. Primera vez
4. No pude enamorarme más
5. María Isabel
6. Sólo quiéreme
7. Divino amor
8. Orgullo tonto
9. Perdón mi Dios
10. Perdóname
11. Por amarte
12. Quiero ayudarte

### Con calor y sentimiento 1999
Fue el disco que los consagró como uno de los grupos más populares en México y del cual se desprende el sencillo “Si no la tengo”. Durante todo un año este tema estuvo en los primeros lugares de popularidad, siendo nombrado por la sociedad de autores y compositores de música como tema del año.

Tracks:
1. Donde estas
2. Corazón salvaje
3. Sola
4. Si no la tengo
5. Eres mi canción
6. No seas así
7. Valor
8. Miénteme
9. Llévame contigo
10. Tatuada
11. Regresa
12. Ya lo pagarás

### Disco fiesta Vol III
Este álbum, es el tercero de la colección que se realiza pensando en el público de América Central.

Tracks:
1. Popurrí Cumbia 1
2. Popurrí Cumbia 2
3. Popurrí Cumbia 3
4. Popurrí Norteño

### Pensando en ti mija
De este disco se desprenden dos sencillos: “Olvídala” y “No sé olvidar”. Donde se destacan la armonía y los arreglos que caracterizan este material.

Tracks:
1. Sólo quiéreme
2. Lupita
3. Lejos de ti
4. Triste realidad
5. No sé olvidar
6. Nena
7. Si no regresas
8. Martha la reyna
9. Olvídala
10. Pequeño motel
11. A mis 16
12. Voy a decirle

### Bailando con los Diablos Locos
Nuevamente otra producción realizada especialmente para el público de Centroamérica.

Tracks:
1. Popurrí Luis Miguel
2. Popurrí 1
3. Popurrí 2
4. Popurrí 3
5. Popurrí 4

### Gotas de lluvia
Se desprenden los sencillos: “Gotas de lluvia” en versiones cumbia y salsa, “Cumbia sabrosa”, “Eres mía”, “Nada es igual sin ti” y en algunas estaciones de radio “Gotas de lluvia” versión balada. Este disco es creado con arreglos musicales elaborados; pero sin perder la frescura original de los temas.

Tracks:
1. Gotas de lluvia (Salsa)
2. Nada es igual sin ti
3. Regresaré
4. Eres mía
5. Gotas de lluvia (cumbia)
6. Intentaré olvidarte
7. Me haces daño
8. Se me nota que te quiero
9. Cumbia sabrosa
10. Aquí conmigo
11. La pachanga
12. Gotas de lluvia (Balada)

### Disco fiesta 2004
Es producción para Centroamérica, que nuevamente contiene sólo éxitos; pero en esta ocasión contiene tres tracks inéditos.

Tracks:
1. Popurrí para bailar
2. Popurrí alegría
3. Popurrí amor y desamor
4. Popurrí sueños y pasión
5. Olvídala (Bachata)
6. Jamás podré olvidarte (Fanny)
7. Estar contigo
8. Popurrí alegría (Reguetón)
9. Olvídala (Trance)
10. Olvídala (Dance)

### Sigue el sabor
De esta producción se desprendió el sencillo titulado: “A piedra y lodo”. En este material se buscó interpretar los temas con un mínimo de arreglos para dar un resultado más digerible.

Tracks:
1. Sin aparente vida
2. Llévame contigo
3. Lo que traje de Colombia
4. A piedra y lodo
5. La cumbia de los pobres
6. No te vayas
7. Tequilita
8. Yo quisiera
9. Tocando fondo
10. Cumbia barulera
11. Y todo para qué
12. A piedra y lodo (Grupera)

### Una locura más
Esta producción de Diablos Locos salió al mercado en el 2010 bajo el sello Multimusic, de la cual se desprendieron los sencillos: "Se parece más a ti" y "Una calle nos separa".

Tracks:
1. Mentirosa
2. Muñeca esquiva
3. Una calle nos separa
4. Que calor
5. Linda caleña
6. Se parece más a ti
7. Cumbia barulera
8. Mozo una cerveza
9. Bonita y mentirosa
10. Enfermera
11. El amor
12. El pin pon

### Evolución
Esta es la más reciente producción de Diablos Locos, de la cual se han desprendido los sencillos: "Consejo" y "De rodillas".

Tracks:
1. Alguien como tu
2. Esa chica
3. Consejo
4. De rodillas
5. Mi cama huele a ti
6. Nadie te va a amar como yo
7. Quien te crees tu
8. Morena
9. Sin ti (Ya no puedo ni comer)
10. Besos y sal
11. Sin ti
12. Te quiero lo presiento

### Para Pensar En Ti
Esta es la nueva producción 2015 de diablos locos y ya tiene dos grandes éxitos como "Una Cerveza" y "Muero De Frío" que suenan en la radio.
Tracks:
1. Muero de Frío
2. Mientras tú Duermes
3. Cuánto Tiempo Más
4. Una Cerveza
5. No Te Puedo Olvidar
6. Hoy No
7. Lejos De Ti
8. Ahora
9. Déjala Volar
10. Te Extraño

Actualmente Diablos Locos hizo un cover del sencillo "Oye Mujer" que suena en diversas difusoras de radio principalmente en la Ke Buena 92.9 fm.
Aclarando que esta canción no es de este grupo musical.
Solamente es un cover y no se adueñaron de esta canción.

## Integrantes Originales
Vocalista
Mauro Montes
Vocalista
Mario Montes
Animación 
Benjamín Montes
Congas
Salvador Celis
Timbales
Alberto Gutiérrez
Teclados
Ismael Santiago